# Blanceflor
Blanceflor var en svensk musikgrupp från Stockholm. De spelade en sorts välproducerad punkinfluerad rock. Förutom den vanliga rocksättningen elgitarrer, elbas och trummor använde Blanceflor även mycket akustisk gitarr, saxofon och klaviatur. Blanceflor fanns några år kring millennieskiftet och spelade bland annat på Hultsfredsfestivalen 2000. 
Namnet Blanceflor är taget från Carl Bildts dotter.

## Medlemmar
- Sulo: Sång (även med i The Diamond Dogs)
- Mats Larson: Gitarrer (tidigare med i KSMB)
- Stefan Björk: Elbas (tidigare i Wilmer X, även med i The Diamond Dogs och Stefan Sundströms kompband)
- Lutten: Trummor (tidigare i Stockholms Negrer
- Rickard Myhrman: Gitarrer (inte på Låtsaslycklig)

### Studiomusiker
- Johan Johansson: sång och gitarr
- Boba Fett: piano
- Nick Royale: gitarr
- Mattias Bärjed: akustisk gitarr
- Henrik Widén: piano
- Per Ullander: dragspel
- Tomas Skogsberg: stråkmaskin
- Plura Jonsson: sång
- Claes Carlsson: saxofon och farfisa
- Ulrika Freccero: sång
- Micke Swahn: piano och orgel

## Diskografi
- Alla tar droger 1999 (singel)
- Sånt man inte pratar om 2000 (album)
- Låtsaslycklig 2001 (album)